# Anne-Cécile Rose-Itier
Anne-Cécile Rose-Itier (rojstvo ime Anna Augustine Lucile Itier), francoska dirkačica, * 31. julij 1890, Pomeys, Francija, † 23. marec 1980, Cannes, Francija.
Anne-Cécile Rose-Itier se je rodila leta 1890. Po pilotiranju letal se je leta 1926 začela ukvarjati z dirkanjem. Tri leta je nastopala le na relijih in gorskih dirkah, od sezone 1930 pa je dirkala tudi na dirkah za Veliko nagrado. Prvič je nastopila na dirki za Veliko nagrado Orana, ko je z dirkalnikom Chapuis-Dornier zasedla šesto mesto. V sezoni 1931 je na dirki Grand Prix de la Marne osvojila enajsto mesto v absolutni konkurenci, v razredu Voiturette pa je bila tretja. Prvo zmago je dosegla na dirki Voiturette za Veliko nagrado Provanse, v naslednji sezoni 1933 pa je zmagala še na dirki Voiturette za Veliko nagrado Pikardije, obakrat z dirkalnikom Bugatti T37A. Od tedaj ji več ni uspelo zmagati je pa z dirkalnikom Bugatti T51A dosegla tretja mesta na dirkah Velika nagrada Pikardije v sezoni 1934, ko je dirkala z Robertom Brunetom, Velika nagrada Frontieresa v letih 1935 in 1936 ter 12 ur Pariza 1938. Anne-Cécile Rose-Itier je znana tudi kot prva dirkačica, ki je natopila na znameniti dirki za 24 ur Le Mansa, kjer je dirkala v letih 1934, 1935, 1937, 1938 in 1939, s petimi nastopi je še vedno rekorderka med dirkačicami. Najboljši rezultat je dosegla v svojem predzadnjem nastopu, kot je s Claudom Bonneaum zasedla dvanajsto mesto.